# 劳尔·比利亚雷亚尔
劳尔·比利亚雷亚尔（西班牙語：Raúl Villarreal，1909年10月29日—？），阿根廷前男子拳击运动员。他曾代表阿根廷参加1936年夏季奥林匹克运动会拳击比赛，获得男子160磅级铜牌。